# Cordilura pubera
Cordilura pubera is een vliegensoort uit de familie van de drekvliegen (Scathophagidae). De wetenschappelijke naam is gepubliceerd in 1758 door Linnaeus in de tiende editie van Systema naturae.